# Katalanische Grafschaften
Als Katalanische Grafschaften werden die Grafschaften in Katalonien bezeichnet, die nach der karolingischen Eroberung bestanden. Aus ihnen entstand die Spanische Mark und daraus später der Kern des heutigen Katalonien.

## Ursprünge der Katalanischen Grafschaften
Unmittelbar nach der karolingischen Eroberung findet man in den von den Franken beherrschten Gebieten die Erwähnung verschiedener politisch-administrativer Einheiten: Pallars, Ribagorça, Urgell, Cerdanya, Barcelona, Girona, Osona, Empúries, Rosselló (Roussillon). Diese erhalten die Bezeichnung Grafschaft. Diese Grafschaften waren in Pagi (Pagus im Singular) unterteilt, beispielsweise die Pagi Berga oder Vallespir.
Der Ursprung dieser Grafschaften und Pagi reicht in die Zeiten vor den Karolingern zurück, wie die Übereinstimmung der Grenzen mit denen der alten iberischen Stämme beweist. Beispielsweise besteht eine Übereinstimmung der Grafschaft Osona mit dem Land der Ausetaner. Demnach müssen diese Territorien schon zu Zeiten der Römer und Westgoten politisch-administrative Einheiten gebildet haben. Für ihre neu eroberten Gebiete südlich der Pyrenäen schufen die Franken demnach keine neuen Verwaltungseinheiten, sondern übernahmen bestehende ethnisch-kulturell definierte Gebilde.

## Entwicklung

Karte der Gebietsentwicklung der katalanischen Grafschaften (8.–12. Jahrhundert)

Als die Zurückdrängung der Mauren aus dem Nordosten von al-Andalus im 9. Jahrhundert begann, befreiten sich die Grafschaften schrittweise von der fränkischen Vorherrschaft.
Einen Meilenstein setzte Wilfried der Haarige, der über fünf der größten Grafschaften herrschte und entvölkerte Landstriche wieder besiedeln ließ. Unter Ausnutzung der Krise der fränkischen Monarchie erhielt er von Kaiser Karl dem Kahlen das Recht, Titel und Ländereien zu vererben. Ab diesem Zeitpunkt wurden die Adelstitel vererbt, der Frankenkönig stimmte der Übertragung lediglich zu.
Während des 11. und 12. Jahrhunderts begann die territoriale Ausdehnung unter Raimund Berengar III. von Barcelona – dem ersten, der sich Herr der Katalanen nannte. Die Expansion Richtung östliches Festland, Mittelmeerinseln und Okzitanien wurde durch die Einverleibung von Neu-Katalonien abgeschlossen, einem Gebiet südlich und westlich des Flusses Llobregat bis zum Ebro, das im 12. Jahrhundert von den Mauren erobert und wiederbesiedelt wurde.
Durch den Ehevertrag zwischen Raimund Berengar IV. von Barcelona und Petronella von Aragón, Erbin der Krone Aragoniens, entstand 1137 aus Aragonien und den im 12. Jahrhundert mit Katalonien weitgehend identischen Ländern der Grafen von Barcelona eine zusammengesetzte Monarchie, die als Krone Aragon bekannt ist.

## Liste der Katalanischen Grafschaften
Die Katalanischen Grafschaften waren:
- Grafschaft Barcelona
- Grafschaft Berga
- Grafschaft Besalú
- Grafschaft Cerdanya
- Grafschaft Conflent
- Grafschaft Empúries
- Grafschaft Girona
- Grafschaft Manresa
- Grafschaft Osona
- Grafschaft Pallars
- Grafschaft Ribagorça
- Grafschaft Rosselló (Roussillon)
- Grafschaft Urgell

## Liste der Katalanischen Vizegrafschaften
- Vizegrafschaft Àger
- Vizegrafschaft Bas
- Vizegrafschaft Cabrera
- Vizegrafschaft Castellbò
- Vizegrafschaft Meille
- Vizegrafschaft Peralada
- Vizegrafschaft Rocabertí